# 釣りビジョン
株式会社釣りビジョン（つりビジョン）は、釣りに特化した番組の専門チャンネル「釣りビジョン」を運営している衛星基幹放送事業者。
以前は光通信グループを経てソフトバンクグループに属していたが、現在はブロードメディア株式会社の連結子会社となっている。
スカパー!プレミアムサービスやスカパー!（BSデジタル放送）およびケーブルテレビなどで視聴可能である。

## 沿革
- 1998年
  - 3月 - 釣りチャンネル株式会社として設立。
  - 8月 - スカイエンターテイメント（現・ジェイ・スポーツ）に番組を供給、「FISHING TV」として放送開始。
- 1999年2月 - 会社名をパーフェクトフィッシング株式会社に変更。
- 2000年
  - 2月 - チャンネル名を「SKY Fishing753」に変更。
  - 4月 - スカイエンターテイメントの再編により独立。委託放送事業者となる（2011年6月、放送法改正施行により衛星一般放送事業者へ自動移行）。
  - 5月 - 港区に本社を移転し、会社名を株式会社釣りビジョンに、チャンネル名を「釣りビジョン」にそれぞれ変更。
- 2002年1月 - 本社を新宿区西新宿に移転。
- 2006年11月 - ギガ・ブレーンズ株式会社の制作事業を事業譲渡により譲受け、兵庫県芦屋市に「芦屋オフィス」を設置。
- 2007年10月 - 「新宿第二オフィス」を設置。
- 2009年10月 - スカパー!（現・スカパー!プレミアムサービス）にてハイビジョン放送（チャンネル名は「釣りビジョンHD」）を開始。
- 2010年10月 - 「特別衛星放送に係る委託放送業務」（2011年6月、放送法改正施行により衛星基幹放送業務へ自動移行）の認定を受ける[2]。なお、この時点でのチャンネル名称は「BS-F」（仮称）となっていた[3]。
- 2011年6月 - スカパーJSATが、BSデジタル放送のチャンネル名が「BS釣りビジョン」、放送開始予定が2012年3月になると発表した[4]。
- 2012年
  - 3月1日 - 『BS釣りビジョン』を放送開始。論理チャンネル枠は「25x」[5]。BS251chでHD放送。「スカパー!基本パック → スカパー!新基本パック → スカパー!基本プラン（2018年10月10日 - ）」の構成チャンネルとなっているが、セレクト5/セレクト10には含まれない。
  - 9月4日 - テレビ神奈川（tvk）にて『釣りビジョンアワー』（火曜20:00 - ）の放送を開始[6]（2014年9月に放送終了）。
- 2014年5月31日 - スカパー!プレミアムサービス （標準画質）での放送を終了。
- 2015年3月9日 - 東北新社がブロードメディアから株式15.0%を取得[7]。
- 2016年12月1日 - スカパー!プレミアムサービスの衛星一般放送事業者が、スカパー・ブロードキャスティングからスカパー・エンターテイメントに変更。
- 2020年12月24日 - 同局、BSデジタル放送（スカパー!）に、割り当ているスロットが16スロット→12スロットに縮減。
- 2021年4月13日 - 同局、BSデジタル放送の物理チャンネルをBS-23ch→BS-11chにトランスポンダを移動。
- 2024年
  - 8月28日 - 同日から同年11月30日までの間、自社製作番組の一部を定額制動画配信サービスのDAZNに供給[8]。
  - 10月1日 - NTTドコモ傘下の動画配信サービス「Lemino」に「釣りビジョン VOD for Lemino」の提供を開始[9]。
  - 10月9日 - 同局、BSデジタル放送の物理チャンネルをBS-11ch→BS-3chにトランスポンダを移動[10][11]。

## 事業所
- 新宿第一オフィス（本社）
- 新宿第二オフィス
- 西宮オフィス

## 主な番組 （主な出演者）

### 磯釣り
- 伝心伝承（松田稔）（第4月曜日 21:00 - 22:00）
- 楽釣楽磯宣言（城本尚史）（奇数月第4月曜日 22:00 - 23:00）
- 磯を駆ける（平和卓也）（2か月おき第2月曜日 21:00 - 22:00）
- ITT（田中貴）（3か月おき月曜日21：00ー22：00）
- 本流のライセンス（鵜沢政則）（2か月おき第2月曜日 21:00 - 22:00）
- 磯釣りGallery（下野正希、丹羽正他）（不定期）

### ブラックバス
- SUGOIアワー（河辺裕和・川口直人・澳原潤）（毎月最終火曜日 21:00 - 22:00）
- Make?!（金森隆志）（第一火曜日 22:00 - 23:00）
- LURE FREAK（小野俊朗・加藤誠司）（奇数月第2火曜日 21:00 - 22:00）
- 5L ton（タク石黒）（奇数月第2火曜日 22:00 - 23:00）
- 俺たちのバスフィッシングR（ダウザー俺達。）（偶数月第2火曜日 21:00 - 22:00）
- Go for it!（田辺哲男）（偶数月第2火曜日 22:00 - 23:00）
- GAN's GANGS（平岩孝典）（奇数月第3火曜日 21:00 - 22:00）
- 本気でオカッパリ（関和学）（奇数月第3火曜日 22:00 - 23:00）
- Victory Trail（小森嗣彦）（偶数月第3火曜日 21:00 - 22:00）
- BIG BITE（菊元俊文）（偶数月第3火曜日 22:00 - 23:00）
- 弾丸BASSボーイ（江口俊介）（2009年8月25日 - 2011年12月20日、2013年10月22日 - ）（奇数月第4火曜日 22:00 - 23:00）
- バーニング帝国（清水盛三）（奇数月第4金曜日 22:00 - 23:00）
- Osprey's EYE（並木敏成）（2か月おき第1火曜日 21:00 - 22:00）
- ランガンパニック（吉田撃）（2か月おき第1火曜日 21:00 - 22:00）
- D-IMPACT（奥村和正）（2か月おき第1火曜日 22:00 - 23:00）
- トップ道（荒井謙太）（不定期）
- ガチコン（大仲正樹）（不定期）
- 霞ヶ浦ダンディ～（村川勇介）（不定期）
- BBブラザーズ（松田悟志）（不定期）
- ぶらりバスの旅（千藤卓）（不定期）

### ソルト
- D:z SALT（中井一誠）（第3水曜日 21:00 - 22:00）
- とことんエギパラダイス（井坂裕子⇒彼方茜香）（第3水曜日 22:00 - 23:00）
- SALT dreamer（鈴木斉）（第5金曜日 21:00 - 22:00）
- オレたちゃシーバス研究所（藤沢周郷・久保浩一）（偶数月第1水曜日 21:00 - 22:00）
- Rock'n Fish（折本隆由・瀬戸浩司）（偶数月第2水曜日 21:00 - 22:00）
- 根魚!コーストパトロール（金丸竜児）（奇数月第2水曜日 22:00 - 23:00）
- Az-ing Lab.2nd（富永敦）（奇数月第3水曜日 21:00 - 22:00）
- BinBinソルト（中島成典）（隔月）
- Seabass Journey（村岡昌憲）（2か月おき第3水曜日 22:00 - 23:00）
- イカ魂（広瀬達樹⇒太田武志⇒彼方茜香）（不定期）
- 突撃！SEAソルジャー（福島和可菜）（不定期）
- RUN＆GUN SALT（不定）（不定期）
- ドラゴン8（吉岡進）（不定期）
- メタルバスター（沼田純一）（不定期）
- THE FISHERMAN（鈴木文雄）（不定期）
- アジングへ行こう！（家邊克己）（不定期）
- ヒラメイト（堀田光哉）（2014.7.23～不定期）
- SALT gallery（不定）

### 沖釣り
- オフショアレボリューションNEXT（高橋哲也・飯田純男・新崎盛郎）（第1木曜日 22:00 - 23:00）
- きょうも大漁！関東沖釣り爆釣会（2021年11月29日 - 、第2木曜日 22:00 - 23:00）（本多恵理子⇒磯部さちよ⇒山下可乃⇒笹木香利⇒小野瀬みらい⇒太田唯[12]⇒百川晴香[13]）[14]
  - 大漁！関東沖釣り爆釣会（2005年6月9日 - 2021年9月16日）[15]からリニューアル
- 東北つれつれ団（渡邊裕子⇒佐久田瑠美⇒星礼美）（偶数月第4金曜日 22:00 - 23:00）
- つりEXPRESS（末川かおり他）（不定期）
- 沖釣りGallery（不定）

### フライ
- ハイパーエキスパート（杉坂研治）（2か月おき第4金曜日 21:00 - 22:00）
- 花鳥風月…そして魚（不定期）
- フライフィッシングGallery（不定）（不定期）

### トラウト
- エリアトラベラーズ（村田基）（奇数月第3月曜日 21:00 - 22:00）
- 進め！エリア君（マグナム高田）（不定期）
- TROUTQUEST（吉田和展）（不定期）

### 堤防
- 関西発！海釣り派(春日井美紀⇒井坂祐子⇒春山ゆう⇒彼方茜香⇒田崎輝⇒日向瑠菜⇒北垣有唯⇒青山ハル)(第3木曜日 22:00 - 23:00)
- こちら東海です。DX（2021年11月15日 - 、第4木曜日 22:00 - 23:00）(大田原久乃⇒小由里⇒中条友莉⇒吉村唯[16]⇒人見音[17])[18]
  - こちら東海です。（2004年 - 2021年9月6日）[19]からリニューアル
- Oh！エド釣り日記(エド山口)(不定期)
- チヌ道一直線(山本太郎)(奇数月第1月曜日 21:00 - 22:00)
- すごかby九州(小雪⇒美舞)(偶数月第2月曜日 21:00 - 22:00)

### アユ
- 鮎20〇○（シーズン毎に変更）（不定）（不定期）

### へラブナ
- ヘラブナ漫遊記（熊谷充）（不定期）
- ヘラブナGalleryi（石井旭舟）（不定期）

### ノンジャンル
- 魚種格闘技戦！（村田基）（第2金曜日 21:00 - 22:00）
- 勝手に番組ジャック（田村亮）（奇数月）
- ENJOY FISHING（ローザユリ⇒不定）（偶数月第2月曜日 22:00 - 23:00）
- ワカサギマニアックス（佐久田瑠美）（不定期）
- Fishing Cafe（不定）（不定期）
- 釣りたガール！（村西利恵）（不定期）
- 釣りはじめます！（不定）（不定期）

### 大会・イベント
- JB TOP50
- シマノ ジャパンカップ
- トラウトキング選手権大会
- M1-CUP 全国へら鮒釣り選手権大会
- Basser Allstar Classic
- J1 DREAM MATCH
- JB CLIMAX ELITE5
- FV CLIMAX しろ～と（2012.12～年末に放送）

### スタジオ
- 五畳半の狼（菅原正志・柳野玲子）（木曜 21:00 - 22:00）
- ギアステーション（松田悟志・福島和可菜）（土曜 21:00 - 22:00）
- つりステ釣会議（井手大介・橘みづほ）（土曜 22:00 - 23:00）

### 観光
- 大阪釣～りズム（2012 井坂祐子・坂本智子）（2013 井坂祐子・山口実香）
- 渓流釣りを楽しくする極楽温泉巡り（太宰美緒）
- 海釣り王国・広島（末川かおり・和田あかり）
- 森と水の只見（池端玲名）
- 写真家が見つめる奥会津の魚たち一覧
- 南津軽・渓流釣りの旅（大槻典子・里見栄正）（年1回7月）
- とって隠岐　釣り人天国（末川かおり・平和卓也）
- 福岡満腹！釣り紀行（末川かおり・中倉さおり）
- ほっこり愛媛 釣りの旅（西田育弘・菊池有里子）
- 熊本なごみ釣り紀行（小雪）

### 終了した番組
- ザ・激磯（2か月おき）
- FISHING WORLD
- 黒鯛・東京湾STYLE
- MORIZO帝国
- Fish League
- オフショアレボリューション
- Small Games
- Fishing BUM
- 船釣り一番
- 関西波止釣り派（井坂祐子）
- 関西海擬似餌研究所
- 弾丸ボーイズ（奇数月第4火曜日 22:00 - 23:00）
- Give Me Heaven（偶数月第3火曜日 21:00 - 22:00）（2011年04月12日 - 2013年2月19日）
- Burning Heart（奇数月第4金曜日 22:00 - 23:00）
- シーバスキャンプ（RED中村）（偶数月第5水曜日 21:00 - 22:00）（2011年03月23日 - 2012年12月26日）
- Road to Basser（不定期）
- Natural Tripper（不定期）
- Megacomplex（伊藤由樹）（不定期）
- Fun to FlyFishing（不定期）
- Go Slow（不定期）
- 今更聞けない！エリアテクニック（不定期）
- Troutist Dream（不定期）
- 深宙（不定期）
- 旬の釣り（第4月曜日 22:00 - 23:00）
- つりステーション（末川かおり・磯部さちよ）（土曜 22:00 - 23:00）
- うなぎなう！
- 温故知新 ～釣りに歴史あり～
- 鮎2011～2017

※ スカパー!（旧・スカパー!e2）では、唯一チャンネルロゴ表示を常時表示をしていない局でもあったが。2013年1月より、画面右下にウォーターマークを常時表示している。